# Благуша (деревня)
Благуша — деревня в Сычёвском районе Смоленской области России. Входит в состав Хлепенского сельского поселения. Население — 4 жителей (2025 год). 
Расположена в северо-восточной части области в 12 км к северо-востоку от Сычёвки, в 0,5 км западнее автодороги Р134 «Старая Смоленская дорога» Смоленск — Дорогобуж — Вязьма — Зубцов, на берегу реки Городня. В 7 км западнее деревни расположена железнодорожная станция Помельница на линии Вязьма — Ржев.

## История
В годы Великой Отечественной войны деревня была оккупирована гитлеровскими войсками в октябре 1941 года, освобождена в марте 1943 года.